# Pazdury (Kasina Wielka)
Pazdury – przysiółek wsi Kasina Wielka w Polsce, położony w województwie małopolskim, w powiecie limanowskim, w gminie Mszana Dolna.
W latach 1975–1998 przysiółek administracyjnie należał do województwa nowosądeckiego.